# Fos-sur-Mer
Fos-sur-Mer é uma comuna francesa na região administrativa da Provença-Alpes-Costa Azul, no departamento de Bocas do Ródano. Estende-se por uma área de 92,31 km². Em 2010 a comuna tinha 15 783 habitantes (densidade: 171 hab./km²).